# فهرست بازیکنان باشگاه فوتبال آ.ث. میلان

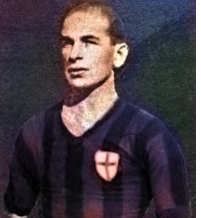
بازیکنانی که نامشان پررنگ است کماکان در عضویت باشگاه قرار دارند.

## کلیدها
| † | کاپیتان باشگاه که جام مهمی را برده‌است.   |
| * | رکورددارهای باشگاه                       |
| ¤ | تمام دوران فوتبالش را در میلان سپری کرد. |

بازیکنانی که نامشان پررنگ است کماکان در عضویت باشگاه قرار دارند.

## فهرست بازیکنان
| نام                  | ملیت              | پست[A]    | دوران حضور در میلان     | کاپیتانی                | تعداد حضور | گل‌های زده | نکته‌ها |
| -------------------- | ----------------- | --------- | ----------------------- | ----------------------- | ---------- | --------- | ------ |
| ایگناتزیو آباته      | ایتالیا           | مدافع     | ۲۰۰۳–۲۰۰۴ و ۲۰۰۹–۲۰۱۹   | —                       | ۱۷۳        | ۱         |        |
| کریستین آبیاتی       | ایتالیا           | دروازه‌بان | ۱۹۹۸–۲۰۰۵ و ۲۰۰۸–۲۰۱۶   | —                       | ۳۵۴        | ۰         |        |
| دیمیتریو آلبرتینی    | ایتالیا           | هافبک     | ۱۹۸۸–۱۹۹۰ و ۱۹۹۱–۲۰۰۲   | —                       | ۴۰۶        | ۲۸        |        |
| انریکو آلبرتوسی      | ایتالیا           | دروازه‌بان | ۱۹۷۴–۱۹۸۰               | —                       | ۲۳۳        | ۰         |        |
| دیوید آلیسون         | انگلستان          | مهاجم     | ۱۸۹۹–۱۹۰۱               | ۱۸۹۹–۱۹۰۰               | ۴          | ۰         | [B]    |
| خوزه آلتافینی        | برزیل و · ایتالیا | مهاجم     | ۱۹۵۸–۱۹۶۵               | —                       | ۲۴۶        | ۱۶۱       |        |
| آماریلدو             | برزیل             | بال       | ۱۹۶۳–۱۹۶۷               | —                       | ۱۳۱        | ۳۸        |        |
| ماسیمو آمبروزینی     | ایتالیا           | هافبک     | ۱۹۹۵–۱۹۹۷ و ۱۹۹۸–۲۰۱۳   | † ۲۰۰۹–۲۰۱۳             | ۴۸۹        | ۳۶        | [C]    |
| کارلو آنچلوتی        | ایتالیا           | هافبک     | ۱۹۸۷–۱۹۹۲               | —                       | ۱۶۰        | ۱۱        |        |
| کارلو آنووازی        | ایتالیا           | هافبک     | ۱۹۴۴–۱۹۵۳               | ۱۹۵۲–۱۹۵۳               | ۲۸۷        | ۵۵        |        |
| آنجلو آنکویلتی       | ایتالیا           | مدافع     | ۱۹۶۶–۱۹۷۷               | —                       | ۴۱۸        | ۲         |        |
| روبرتو آنتونلی       | ایتالیا           | مهاجم     | ۱۹۷۷–۱۹۸۲               | —                       | ۱۴۳        | ۳۲        |        |
| جوزپه آنتونینی       | ایتالیا           | هافبک     | ۱۹۳۷–۱۹۴۴ و ۱۹۴۵–۱۹۴۹   | ۱۹۴۲–۱۹۴۴ ۱۹۴۵–۱۹۴۸     | ۲۷۵        | ۲۳        |        |
| لوکا آنتونینی        | ایتالیا           | مدافع     | ۲۰۰۸–۲۰۱۳               | —                       | ۱۱۱        | ۱         |        |
| پیترو آرکاری         | ایتالیا           | مهاجم     | ۱۹۳۰–۱۹۳۶               | —                       | ۱۸۶        | ۷۰        |        |
| برونو آرکاری         | ایتالیا           | بال       | ۱۹۴۰–۱۹۴۱ و ۱۹۴۴–۱۹۴۵   | ۱۹۴۰–۱۹۴۱               | ۴۳         | ۱۲        |        |
| فرانکو بارزی*        | ایتالیا           | مدافع     | ¤ ۱۹۷۷–۱۹۹۷             | † ۱۹۸۲–۱۹۹۷             | ۷۱۹        | ۳۳        | [D]    |
| داریو بارلوتزی       | ایتالیا           | دروازه‌بان | ۱۹۶۲–۱۹۶۷               | —                       | ۱۰۲        | ۰         |        |
| سرجیو باتیستینی      | ایتالیا           | هافبک     | ۱۹۷۹–۱۹۸۵               | —                       | ۲۰۱        | ۳۷        |        |
| جیانجلو بارتزان      | ایتالیا           | مدافع     | ۱۹۲۶–۱۹۲۸               | ۱۹۲۶–۱۹۲۷               | ۳۰         | ۶         |        |
| رومئو بنتی           | ایتالیا           | هافبک     | ۱۹۷۰–۱۹۷۶               | ۱۹۷۵–۱۹۷۶               | ۲۵۱        | ۴۹        |        |
| اروس برالدو          | ایتالیا           | هافبک     | ۱۹۵۲–۱۹۵۹               | —                       | ۱۳۳        | ۴         |        |
| ماریو برگاماسکی      | ایتالیا           | هافبک     | ۱۹۵۳–۱۹۵۸               | —                       | ۱۵۱        | ۴         |        |
| آلدو بت              | ایتالیا           | مدافع     | ۱۹۷۴–۱۹۸۱               | —                       | ۲۰۴        | ۲         |        |
| جورجیو بیاسیولو      | ایتالیا           | هافبک     | ۱۹۷۰–۱۹۷۷               | —                       | ۲۱۵        | ۱۷        |        |
| الیور بیرهوف         | آلمان             | مهاجم     | ۱۹۹۸–۲۰۰۱               | —                       | ۱۱۹        | ۴۴        |        |
| آلبرتو بیگون         | ایتالیا           | هافبک     | ۱۹۷۱–۱۹۸۰               | ۱۹۷۹–۱۹۸۰               | ۳۲۹        | ۹۰        |        |
| پرینس بواتنگ         | غنا               | هافبک     | ۲۰۱۰–۲۰۱۳               | —                       | ۱۰۰        | ۱۷        |        |
| زوونیمیر بوبان       | کرواسی            | هافبک     | ۱۹۹۲–۲۰۰۱               | —                       | ۲۵۱        | ۳۰        |        |
| آلدو بوفی            | ایتالیا           | مهاجم     | ۱۹۳۶–۱۹۴۵               | —                       | ۱۸۷        | ۱۳۱       |        |
| دنیله بونرا          | ایتالیا           | مدافع     | ۲۰۰۶–۲۰۱۵               | —                       | ۱۸۰        | ۰         |        |
| انریکو بونی‌فورتی     | ایتالیا           | مدافع     | ۱۹۳۹–۱۹۴۳               | —                       | ۱۰۹        | ۵         |        |
| جوزپه بونیتزونی      | ایتالیا           | مدافع     | ۱۹۳۱–۱۹۴۰               | ۱۹۳۴–۱۹۳۶ و ۱۹۳۸–۱۹۳۹   | ۲۶۶        | ۲         |        |
| آندریا بونومی        | ایتالیا           | مدافع     | ۱۹۴۲–۱۹۵۲               | † ۱۹۴۸–۱۹۵۲             | ۲۳۳        | ۳         | [E]    |
| آنتونیو بورتولتی     | ایتالیا           | هافبک     | ۱۹۳۳–۱۹۴۰               | ۱۹۳۹–۱۹۴۰               | ۲۲۵        | ۱         |        |
| کریستین بروکی        | ایتالیا           | هافبک     | ۲۰۰۱–۲۰۰۵ و ۲۰۰۶–۲۰۰۸   | —                       | ۱۶۱        | ۶         |        |
| پیترو برونتسینی      | ایتالیا           | هافبک     | ۱۹۱۶–۱۹۱۷ و ۱۹۱۹–۱۹۲۶ ¤ | ۱۹۲۴–۱۹۲۶               | ۱۳۹        | ۵         |        |
| لورنزو بوفون         | ایتالیا           | دروازه‌بان | ۱۹۴۹–۱۹۵۹               | —                       | ۳۰۰        | ۰         |        |
| روبن بوریانی         | ایتالیا           | هافبک     | ۱۹۷۷–۱۹۸۲               | —                       | ۱۸۰        | ۱۴        |        |
| رنزو بورینی          | ایتالیا           | مهاجم     | ۱۹۴۷–۱۹۵۳               | —                       | ۱۹۴        | ۸۸        |        |
| کافو                 | برزیل             | مدافع     | ۲۰۰۳–۲۰۰۸               | —                       | ۱۶۶        | ۴         |        |
| اجیدیو کالونی        | ایتالیا           | مهاجم     | ۱۹۷۴–۱۹۷۸               | —                       | ۱۴۳        | ۵۴        |        |
| ریکاردو کاراپلسی     | ایتالیا           | بال       | ۱۹۴۶–۱۹۴۹               | —                       | ۱۰۶        | ۵۲        |        |
| آلدو سونینی          | ایتالیا           | مهاجم     | ۱۹۰۹–۱۹۱۲ و ۱۹۱۵–۱۹۱۹   | ۱۹۱۶–۱۹۱۹               | ۴۲         | ۲۵        |        |
| لوچیانو چیاروگی      | ایتالیا           | بال       | ۱۹۷۲–۱۹۷۶               | —                       | ۱۵۵        | ۶۰        |        |
| فولویو کولوواتی      | ایتالیا           | مدافع     | ۱۹۷۵–۱۹۸۲               | ۱۹۸۱–۱۹۸۲               | ۱۹۸        | ۸         |        |
| آنجلو کولومبو        | ایتالیا           | هافبک     | ۱۹۸۷–۱۹۹۰               | —                       | ۱۱۵        | ۷         |        |
| داریو کومپیانی       | ایتالیا           | دروازه‌بان | ۱۹۲۷–۱۹۳۶               | —                       | ۲۲۰        | ۰         |        |
| الساندرو کاستاکورتا  | ایتالیا           | مدافع     | ۱۹۸۶ و ۱۹۸۷–۲۰۰۷        | —                       | ۶۶۳        | ۳         |        |
| فابیو کودیچینی       | ایتالیا           | دروازه‌بان | ۱۹۶۷–۱۹۷۲               | —                       | ۱۸۳        | ۰         |        |
| ماریو دیوید          | ایتالیا           | مدافع     | ۱۹۶۰–۱۹۶۵               | —                       | ۱۴۰        | ۷         |        |
| آلفردو دی‌فرانچشینی   | ایتالیا           | هافبک     | ۱۹۲۱–۱۹۲۹               | —                       | ۱۰۴        | ۰         |        |
| والتر د وه‌کی         | ایتالیا           | هافبک     | ۱۹۷۳–۱۹۷۴ و ۱۹۷۸–۱۹۸۱   | —                       | ۱۱۲        | ۱۱        |        |
| مارسل دسایی          | فرانسه            | هافبک     | ۱۹۹۳–۱۹۹۸               | —                       | ۱۸۶        | ۷         |        |
| آگوستینو دی‌بارتولومی | ایتالیا           | هافبک     | ۱۹۸۴–۱۹۸۷               | —                       | ۱۲۲        | ۱۴        |        |
| دیدا                 | برزیل             | دروازه‌بان | ۲۰۰۰–۲۰۰۱ و ۲۰۰۲–۲۰۱۰   | —                       | ۳۰۲        | ۰         |        |
| روبرتو دونادونی      | ایتالیا           | هافبک     | ۱۹۸۶–۱۹۹۶ و ۱۹۹۷–۱۹۹۹   | —                       | ۳۹۰        | ۲۳        |        |
| اوربی امانوئلسون     | هلند              | هافبک     | ۲۰۱۱–۲۰۱۲ و ۲۰۱۳–۲۰۱۴   | —                       | ۱۰۴        | ۵         |        |
| استفانو ارانیو       | ایتالیا           | بال       | ۱۹۹۲–۱۹۹۷               | —                       | ۱۴۰        | ۱۲        |        |
| آلبریگو اوانی        | ایتالیا           | هافبک     | ۱۹۸۰–۱۹۹۳               | —                       | ۳۹۳        | ۱۹        |        |
| متیو فلامینی         | فرانسه            | هافبک     | ۲۰۰۸–۲۰۱۳               | —                       | ۱۲۲        | ۸         |        |
| ماریو فوگلیو         | ایتالیا           | مدافع     | ۱۹۴۶–۱۹۵۱               | —                       | ۱۲۷        | ۰         |        |
| آلفییو فونتانا       | ایتالیا           | هافبک     | ۱۹۵۲–۱۹۵۵ و ۱۹۵۶–۱۹۶۰   | —                       | ۱۷۰        | ۷         |        |
| جولیانو فورتوناتو    | ایتالیا           | بال       | ۱۹۶۲–۱۹۶۷               | —                       | ۱۰۴        | ۲۲        |        |
| آملتو فرینیانی       | ایتالیا           | بال       | ۱۹۵۱–۱۹۵۶               | —                       | ۱۴۲        | ۲۹        |        |
| کارلو گالی           | ایتالیا           | مهاجم     | ۱۹۵۶–۱۹۶۱               | —                       | ۱۲۸        | ۵۷        |        |
| فیلیپو گالی          | ایتالیا           | مدافع     | ۱۹۸۳–۱۹۹۶               | —                       | ۳۲۵        | ۴         |        |
| جیووانی گالی         | ایتالیا           | دروازه‌بان | ۱۹۸۶–۱۹۹۰               | —                       | ۱۴۷        | ۰         |        |
| جنارو گتوسو          | ایتالیا           | هافبک     | ۱۹۹۹–۲۰۱۲               | —                       | ۴۶۸        | ۱۱        |        |
| جورجیو چزی           | ایتالیا           | دروازه‌بان | ۱۹۵۹–۱۹۶۵               | —                       | ۱۴۴        | ۰         |        |
| آلبرتو جیلاردینو     | ایتالیا           | مهاجم     | ۲۰۰۵–۲۰۰۸               | —                       | ۱۳۲        | ۴۴        |        |
| گونار گرن            | سوئد              | هافبک     | ۱۹۴۹–۱۹۵۳               | —                       | ۱۳۷        | ۳۸        |        |
| رود گولیت            | هلند              | هافبک     | ۱۹۸۷–۱۹۹۳ و ۱۹۹۴        | —                       | ۱۷۱        | ۵۶        |        |
| توماس هلوگ           | دانمارک           | مدافع     | ۱۹۹۸–۲۰۰۳               | —                       | ۱۴۷        | ۲         |        |
| آندره‌آ ایکاردی       | ایتالیا           | هافبک     | ۱۹۸۰–۱۹۸۶               | —                       | ۱۶۲        | ۶         |        |
| فیلیپو اینزاگی*      | ایتالیا           | مهاجم     | ۲۰۰۱–۲۰۱۲               | —                       | ۳۰۰        | ۱۲۶       | [F]    |
| مارک یانکولوفسکی     | جمهوری چک         | بال       | ۲۰۰۵–۲۰۱۱               | —                       | ۱۵۸        | ۵         |        |
| کاکا                 | برزیل             | هافبک     | ۲۰۰۳–۲۰۰۹ و ۲۰۱۳–۲۰۱۴   | —                       | ۲۹۹        | ۱۰۲       |        |
| کاخا کالادزه         | گرجستان           | مدافع     | ۲۰۰۱–۲۰۱۰               | —                       | ۲۸۴        | ۱۳        |        |
| هربرت کیلپین         | انگلستان          | چندپست    | ۱۸۹۹–۱۹۰۸               | † ۱۹۰۰–۱۹۰۸             | ۲۳         | ۷         | [G]    |
| لئوناردو             | برزیل             | هافبک     | ۱۹۹۷–۲۰۰۱ و ۲۰۰۲–۲۰۰۳   | —                       | ۱۲۴        | ۳۰        |        |
| نیلس لیدهولم         | سوئد              | هافبک     | ۱۹۴۹–۱۹۶۱               | † ۱۹۵۶–۱۹۶۱             | ۳۹۴        | ۸۹        | [H]    |
| جیووانی لودتی        | ایتالیا           | هافبک     | ۱۹۶۱–۱۹۷۰               | —                       | ۲۸۸        | ۲۶        |        |
| چزاره لوواتی         | ایتالیا           | هافبک     | ۱۹۱۰–۱۹۱۵ و ۱۹۱۶–۱۹۲۲ ¤ | ۱۹۲۱–۱۹۲۲               | ۱۰۴        | ۶         |        |
| ماریو ماینوزی        | ایتالیا           | هافبک     | ۱۹۳۰–۱۹۳۳               | ۱۹۳۰–۱۹۳۳               | ۹۷         | ۳۱        |        |
| آلدو مالدرا          | ایتالیا           | مدافع     | ۱۹۷۱–۱۹۷۲ و ۱۹۷۳–۱۹۸۲   | ۱۹۸۰–۱۹۸۱               | ۳۱۰        | ۳۹        |        |
| چزاره مالدینی        | ایتالیا           | مدافع     | ۱۹۵۴–۱۹۶۶               | † ۱۹۶۱–۱۹۶۶             | ۴۱۲        | ۳         | [I]    |
| پائولو مالدینی*      | ایتالیا           | مدافع     | ¤ ۱۹۸۴–۲۰۰۹             | † ۱۹۹۷–۲۰۰۹             | ۹۰۲        | ۳۳        | [J]    |
| جوزپه مارچی          | ایتالیا           | هافبک     | ۱۹۲۶–۱۹۳۳               | —                       | ۱۳۴        | ۲         |        |
| دنیله ماسارو         | ایتالیا           | مهاجم     | ۱۹۸۶–۱۹۸۸ و ۱۹۸۹–۱۹۹۵   | —                       | ۳۰۶        | ۷۰        |        |
| جوزپه مئاتزا         | ایتالیا           | مهاجم     | ۱۹۴۰–۱۹۴۲               | ۱۹۴۱–۱۹۴۲               | ۴۲         | ۱۱        |        |
| جیدو مودا            | ایتالیا           | مدافع     | ۱۹۰۳–۱۹۰۸ و ۱۹۰۹–۱۹۱۲   | ۱۹۰۹–۱۹۱۰               | ۲۷         | ۰         |        |
| ریکاردو مونتولیوو    | ایتالیا           | هافبک     | ۲۰۱۹–۲۰۱۲               | † ۲۰۱۳–۲۰۱۷             | ۶۹         | ۶         |        |
| برونو مورا           | ایتالیا           | بال       | ۱۹۶۲–۱۹۶۹               | —                       | ۱۴۸        | ۳۳        |        |
| جیووانی مورتی        | ایتالیا           | بال       | ۱۹۳۱–۱۹۳۹               | —                       | ۲۲۳        | ۶۸        |        |
| جورجیو مورینی        | ایتالیا           | هافبک     | ۱۹۷۶–۱۹۸۰               | —                       | ۱۰۷        | ۷         |        |
| الساندرو نستا        | ایتالیا           | مدافع     | ۲۰۰۲–۲۰۱۲               | —                       | ۳۲۶        | ۱۰        |        |
| گونار نوردال*        | سوئد              | مهاجم     | ۱۹۴۸–۱۹۵۶               | † ۱۹۵۴–۱۹۵۶             | ۲۶۸        | ۲۲۱       | [K]    |
| والتر نوولینو        | ایتالیا           | هافبک     | ۱۹۷۸–۱۹۸۲               | —                       | ۱۵۱        | ۱۴        |        |
| کریستین پانوچی       | ایتالیا           | مدافع     | ۱۹۹۳–۱۹۹۷               | —                       | ۱۳۴        | ۱۲        |        |
| الکساندر پاتو        | برزیل             | مهاجم     | ۲۰۰۸–۲۰۱۳               | —                       | ۱۵۰        | ۶۳        |        |
| امبروجیو پلاگانی     | ایتالیا           | هافبک     | ۱۹۵۹–۱۹۶۶               | —                       | ۱۵۴        | ۱         |        |
| لوئیجی پرورسی        | ایتالیا           | مدافع     | ۱۹۲۵–۱۹۲۶ و ۱۹۲۷–۱۹۴۰   | ۱۹۳۶–۱۹۳۸               | ۳۴۱        | ۰         |        |
| اوتورینو پیوتی       | ایتالیا           | دروازه‌بان | ۱۹۸۰–۱۹۸۴               | —                       | ۱۳۲        | ۰         |        |
| آندره‌آ پیرلو         | ایتالیا           | هافبک     | ۲۰۰۱–۲۰۱۱               | —                       | ۴۰۱        | ۴۱        |        |
| فرانچسکو پومی        | ایتالیا           | مدافع     | ۱۹۲۵–۱۹۳۳               | —                       | ۲۲۵        | ۱         |        |
| پیرینو پراتی         | ایتالیا           | بال       | ۱۹۶۶ و ۱۹۶۷–۱۹۷۳        | —                       | ۲۰۹        | ۱۰۲       |        |
| هکتور پوریچلی        | ایتالیا           | مهاجم     | ۱۹۴۵–۱۹۴۹               | ۱۹۴۸                    | ۱۱۶        | ۵۷        |        |
| جرولامو رادیس        | ایتالیا           | دروازه‌بان | ۱۹۰۶–۱۹۰۹               | ۱۹۰۸–۱۹۰۹               | ۸          | ۰         |        |
| کارلو ریگوتی         | ایتالیا           | هافبک     | ۱۹۳۳–۱۹۳۸               | ۱۹۳۳–۱۹۳۴               | ۱۲۴        | ۰         |        |
| فرانک ریکارد         | هلند              | هافبک     | ۱۹۸۸–۱۹۹۳               | —                       | ۲۰۱        | ۲۶        |        |
| جیانی ریورا*         | ایتالیا           | هافبک     | ۱۹۶۰–۱۹۷۹               | ۱۹۶۶–۱۹۷۵ و ۱۹۷۶–۱۹۷۹ † | ۶۵۸        | ۱۶۴       | [L]    |
| جوزپه ریتزی          | ایتالیا           | هافبک     | ۱۹۰۴–۱۹۰۷ و ۱۹۱۰–۱۹۱۳   | ۱۹۱۱–۱۹۱۳               | ۴۹         | ۱۹        |        |
| روبینیو              | برزیل             | مهاجم     | ۲۰۱۰–۲۰۱۵               | —                       | ۱۴۱        | ۳۲        |        |
| فرانچسکو رومانو      | ایتالیا           | هافبک     | ۱۹۷۹–۱۹۸۳               | —                       | ۱۰۸        | ۴         |        |
| روبرتو روساتو        | ایتالیا           | مدافع     | ۱۹۶۶–۱۹۷۳               | —                       | ۲۶۹        | ۸         |        |
| جیووانی روزتی        | ایتالیا           | دروازه‌بان | ۱۹۴۰–۱۹۴۹ و ۱۹۵۰–۱۹۵۱   | —                       | ۱۴۶        | ۰         |        |
| سباستیانو روسی       | ایتالیا           | دروازه‌بان | ۱۹۹۰–۲۰۰۲               | —                       | ۳۳۰        | ۰         |        |
| روی کاستا            | پرتغال            | هافبک     | ۲۰۰۱–۲۰۰۶               | —                       | ۱۹۲        | ۱۱        |        |
| جوزپه سابادینی       | ایتالیا           | مدافع     | ۱۹۷۱–۱۹۷۸               | —                       | ۲۴۴        | ۱۷        |        |
| مارکو سالا           | ایتالیا           | مدافع     | ۱۹۰۸–۱۹۲۰               | ۱۹۱۵–۱۹۱۶               | ۹۰         | ۳         |        |
| جوزپه سنت‌آگوستینو    | ایتالیا           | مهاجم     | ۱۹۲۱–۱۹۳۲               | —                       | ۲۳۶        | ۱۰۶       |        |
| نلو سانتین           | ایتالیا           | مدافع     | ۱۹۶۳–۱۹۷۰               | —                       | ۱۰۴        | ۰         |        |
| دژان ساویسویچ        | یوگسلاوی          | هافبک     | ۱۹۹۲–۱۹۹۸               | —                       | ۱۴۴        | ۳۴        |        |
| الساندرو اسکاریونی   | ایتالیا           | هافبک     | ۱۹۰۸–۱۹۱۵ و ۱۹۱۶–۱۹۲۱ ¤ | ۱۹۱۹–۱۹۲۱               | ۱۲۴        | ۲         |        |
| خوان آلبرتو شیافینو  | اروگوئه · ایتالیا | هافبک     | ۱۹۵۴–۱۹۶۰               | —                       | ۱۷۱        | ۶۰        |        |
| الساندرو شینونی      | ایتالیا           | مدافع     | ۱۹۲۴–۱۹۳۳               | ۱۹۲۹–۱۹۳۰               | ۲۱۲        | ۰         |        |
| کارل-هاینتس شنلینگر  | آلمان غربی        | مدافع     | ۱۹۶۵–۱۹۷۴               | —                       | ۳۳۴        | ۳         |        |
| کلارنس سیدورف        | هلند              | هافبک     | ۲۰۰۲–۲۰۱۲               | —                       | ۴۳۲        | ۶۲        |        |
| سرجینیو              | برزیل             | بال       | ۱۹۹۹–۲۰۰۸               | —                       | ۲۸۱        | ۲۴        |        |
| ابدون گربی           | ایتالیا           | هافبک     | ۱۹۲۷–۱۹۲۹               | ۱۹۲۷–۱۹۲۹               | ۶۲         | ۵         |        |
| آندری شوچنکو         | اوکراین           | مهاجم     | ۱۹۹۹–۲۰۰۶ و ۲۰۰۸–۲۰۰۹   | —                       | ۳۲۲        | ۱۷۵       |        |
| آرتورو سیلوستری      | ایتالیا           | مدافع     | ۱۹۵۰–۱۹۵۵               | —                       | ۱۶۳        | ۷         |        |
| داریو شیمیچ          | کرواسی            | مدافع     | ۲۰۰۲–۲۰۰۸               | —                       | ۱۲۹        | ۱         |        |
| مارکو سیمونه         | ایتالیا           | بال       | ۱۹۸۹–۱۹۹۷ و ۲۰۰۱–۲۰۰۲   | —                       | ۲۶۰        | ۷۵        |        |
| فرانچسکو سولدرا      | ایتالیا           | هافبک     | ۱۹۱۴–۱۹۲۴               | ۱۹۲۲–۱۹۲۴               | ۱۰۸        | ۹         |        |
| آنجلو سورمانی        | ایتالیا           | مهاجم     | ۱۹۶۵–۱۹۷۰               | —                       | ۱۸۰        | ۶۵        |        |
| مائورو تاسوتی        | ایتالیا           | مدافع     | ۱۹۸۰–۱۹۹۷               | —                       | ۵۸۳        | ۱۰        |        |
| تیاگو سیلوا          | برزیل             | مدافع     | ۲۰۰۹–۲۰۱۲               | —                       | ۱۱۹        | ۶         |        |
| ماکس توبیاس          | بلژیک             | هافبک     | ۱۹۱۰–۱۹۱۱               | ۱۹۱۰–۱۹۱۱               | ۱۶         | ۱۱        |        |
| پائولو تودسکینی      | ایتالیا           | هافبک     | ۱۹۳۹–۱۹۴۵               | ۱۹۴۴–۱۹۴۵               | ۹۰         | ۵         |        |
| اومرو تونیون         | ایتالیا           | هافبک     | ۱۹۴۵–۱۹۵۶               | ۱۹۵۳–۱۹۵۴               | ۳۴۲        | ۲         |        |
| یان دال توماسون      | دانمارک           | مهاجم     | ۲۰۰۲–۲۰۰۵               | —                       | ۱۱۴        | ۳۴        |        |
| جیانی توپان          | ایتالیا           | هافبک     | ۱۹۴۰–۱۹۴۹               | —                       | ۱۵۰        | ۱         |        |
| جوزپه توریانی        | ایتالیا           | بال       | ۱۹۲۷–۱۹۳۵               | —                       | ۲۰۶        | ۳۴        |        |
| جیووانی تراپاتونی    | ایتالیا           | هافبک     | ۱۹۵۷–۱۹۷۱               | —                       | ۳۵۱        | ۶         |        |
| ماریو تربی           | ایتالیا           | مدافع     | ۱۹۵۷–۱۹۶۶               | —                       | ۱۶۷        | ۱         |        |
| مائوریزیو تورون      | ایتالیا           | مدافع     | ۱۹۷۲–۱۹۷۸               | —                       | ۱۹۱        | ۲         |        |
| مارکو فان باستن      | هلند              | مهاجم     | ۱۹۸۷–۱۹۹۵               | —                       | ۲۰۱        | ۱۲۴       |        |
| لوئیس ون‌هگه          | بلژیک             | مهاجم     | ۱۹۱۰–۱۹۱۵               | ۱۹۱۳–۱۹۱۵               | ۸۸         | ۹۷        |        |
| وینیچیسو ورزا        | ایتالیا           | هافبک     | ۱۹۸۲–۱۹۸۵               | —                       | ۱۰۶        | ۱۷        |        |
| پیترو پائولو ویردیس  | ایتالیا           | مهاجم     | ۱۹۸۴–۱۹۸۹               | —                       | ۱۸۶        | ۷۶        |        |
| ژرژ وه‌آ              | لیبریا            | مهاجم     | ۱۹۹۵–۲۰۰۰               | —                       | ۱۴۷        | ۵۸        |        |
| رای ویلکینز          | انگلستان          | هافبک     | ۱۹۸۴–۱۹۸۷               | —                       | ۱۰۵        | ۳         |        |
| فرانچسکو زاگاتی      | ایتالیا           | مدافع     | ¤ ۱۹۵۱–۱۹۶۳             | ۱۹۶۱                    | ۲۵۲        | ۲         |        |
| جیانلوکا زامبروتا    | ایتالیا           | مدافع     | ۲۰۰۸–۲۰۱۲               | —                       | ۱۰۷        | ۲         |        |
| جولیو زینیولی        | ایتالیا           | مدافع     | ۱۹۷۰–۱۹۷۴ و ۱۹۷۵–۱۹۷۶   | —                       | ۱۱۰        | ۱         |        |
| ماریو زورزان         | ایتالیا           | دروازه‌بان | ۱۹۳۵–۱۹۴۲               | —                       | ۱۷۶        | ۰         |        |